# Serghei Marcoci
Serghei Marcoci, parfois en russe Sergey Ivanovich Markoch (né le 13 janvier 1963) est un joueur de water-polo moldave, ayant pris ensuite la nationalité sportive russe.
Il remporte une médaille de bronze olympique avec l'équipe unifiée de 1992.